# Бесідівська сільська рада
| Бесідівська сільська рада — колишній орган місцевого самоврядування у Приазовському районі Запорізької області з адміністративним центром у с. Ганно-Опанлинка. Історична дата утворення: в 1991 році. 23.02.2012 р. центр сільради перенесено з с. Бесідівка в с. Ганно-Опанлинка без зміни назви. Сільській раді були підпорядковані населені пункти: - с. Ганно-Опанлинка - с. Бесідівка |

## Склад ради
Рада складалася з 12 депутатів та голови.

### Керівний склад ради
| ПІБ                             | Основні відомості                              | Дата обрання | Дата звільнення |
| ------------------------------- | ---------------------------------------------- | ------------ | --------------- |
| Бочеварова Людмила Олександівна | Сільський голова, 1975 року народження, освіта | 26.03.2006   | 31.10.2010      |

Примітка: таблиця складена за даними джерела